# Хосе Карлос Паз
Хосе Карлос Паз (шп. José Carlos Paz) је град у Аргентини у покрајини Буенос Ајрес. Према процени из 2005. у граду је живело 244.358 становника.

## Становништво
Према процени, у граду је 2005. живело 244.358 становника.
| 1991.   | 2001.   |
| ------- | ------- |
| 186.681 | 230.208 |